# Dätwyler Sealing Solutions
Dätwyler Sealing Solutions ist ein Konzernbereich der Dätwyler Holding AG und stellt Elastomerkomponenten, Komponenten und Verschlüsse aus Aluminium, Kunststoff und Elastomeren und Dichtungskomponenten her. Das Unternehmen mit dem Hauptsitz in Alken und 20 internationalen Niederlassungen erwirtschaftete im Jahr 2018 mit 6'929 Mitarbeitern einen Umsatz von 891 Millionen Schweizer Franken. Es entstand im November 2012 aus der Verschmelzung von Dätwyler Pharma Packaging und Dätwyler Sealing Solutions.

## Geschichte

### Dätwyler Pharma Packaging
Im Jahr 1939 wurde in Hellevoetsluis (Niederlande) von einem ehemaligen Kautschukpflanzer aus Indonesien die „Rubberfabriek Helvoet“ gegründet. Da die Rohmaterialien zu dieser Zeit rar waren, hat sich das Unternehmen auf die Herstellung von technischem Gummi mit geringem Materialwert, aber hoher Wertschöpfung konzentriert. 1955 startete die Produktion von pharmazeutischen Gummiverschlüssen für den holländischen Markt. Die Produktion von technischen und pharmazeutischen Produkten in derselben Fabrik war damals gängig.
1969 wurde die Firma von der Dätwyler Holding AG aufgekauft. Im selben Jahr wurde der 22. Bericht der WHO über die Voraussetzungen der Herstellung von pharmazeutischen Produkten veröffentlicht. Da die Fabrik diese nicht erfüllte, wurde eine zweite Fabrik in Alken eröffnet. Die Produktion technischer Teile verblieb in Hellevoetsluis, die Produktion pharmazeutischer Produkte geschah in der neuen Fabrik.
1970 war die Gründung der eigentlichen Helvoet Pharma N.V. in Alken. 1981 wurde Helvoet Pharma USA gegründet, darauf 1987 Helvoet Pharma Italien. 1995 kaufte Helvoet Pharma Pohl/Bico Aluminiumdeckel auf, 2001 Wheaton Pharmatech in den USA, 2004 Seal Line in Italien und 2006 das „Hospira Pharma Rubber Business“ (USA).
Die Produktion in einer neuen Fabrik in Alken nahm 2009 den Betrieb auf. Die Produkte wurden unter dem Namen FirstLine vertrieben. Ab dem 1. Oktober 2011 trat die bisherige Helvoet Pharma unter der Firma und der Marke Dätwyler am Markt auf.

### Dätwyler Sealing Technologies
Dätwyler Sealing Technologies hat seine Wurzeln in den Schweizerischen Draht- und Gummiwerken, deren Leitung Adolf Dätwyler 1915 übernahm. 1917 wurden die damals finanziell angeschlagenen Schweizerischen Draht- und Gummiwerke auf Initiative Dätwylers von einem Finanzsyndikat übernommen. Durch ein Management-Buy-out wurde Adolf Dätwyler 1920 Mehrheitsaktionär. 1939 nahm die grösste Gummimischanlage der Schweiz ihren Dienst auf.
1973 wurde eine Niederlassung in Deutschland gegründet, ein Jahr später eine weitere in Frankreich. 1996 folgte eine weitere Niederlassung in den USA, 2000 eine in der Tschechischen Republik, 2003 in der Ukraine und 2008 in Mexiko. 2011 wurde noch ein Standort in China eröffnet. Der Dätwyler Konzernbereich Sealing Technologies trat ab dem 1. Oktober 2011 unter der Marke Dätwyler (bisher Dätwyler Rubber) auf.

### Dätwyler Sealing Solutions
Zum November 2012 wurden die beiden bisher eigenständigen Konzernbereiche zum neuen Konzernbereich Sealing Solutions zusammengelegt.

## Produkte/Anwendungsbereiche
Der Dätwyler Konzernbereich Sealing Solutions stellt Gummi, Plastik-, und Aluminiumverschlüsse für injizierbare Arzneimittel, Diagnostike, Infusionssysteme und Verabreichungssysteme her. Die Komponenten für pharmazeutische Verpackungen bestehen aus Elastomer, Aluminium und Kunststoff. Die Komponenten für Diagnostika und Verabreichungssystemen für Heilmittel bestehen aus Elastomeren. Die Verpackungskomponenten sind auch mit Beschichtungen zur Verbesserung der Kompatibilität und der Reinheit erhältlich. Als Zusatzdienstleistung übernimmt der Dätwyler Konzernbereich Sealing Solutions auch die Reinigung und die Sterilisation der Verpackungskomponenten und liefert die Produkte als „Ready-for-Sterilization“ und „Ready-to-Use“ aus. Des Weiteren werden Dichtungskomponenten für Bremssysteme, Motoren, die Abgasnachbehandlung, Komfort- und Sicherheitsausrüstung und Elektromobilität hergestellt. Für die Industrie werden Dichtungskomponenten für Öl- und Gasunternehmen, Motorgeräte, den Tunnel-, Tief- und Hochbau und für portionierte Nahrungsmittel angeboten.

## Abnehmer
Die Hauptabnehmer des Dätwyler Konzernbereichs Sealing Solutions sind Hersteller und Lohnabfüller von injizierbaren Arzneimitteln, Hersteller von Diagnostika und Hersteller von parentalen Verabreichungssystemen für Heilmittel, Systemzulieferer für den Automobilbau, Öl- und Gas-Serviceunternehmen, die Luftfahrtindustrie, Hersteller von Wasserfiltern, die Baubranche sowie Hersteller von portionierten Nahrungsmitteln.